# 円野つくし
円野 つくし（まるの つくし、1991年11月6日 - ）は、日本のミュージカル女優である。東京都出身。劇団四季所属。

## 来歴
2歳頃からクラシックバレエを始め子役として活動していた。東京都立芸術高等学校卒業後は新津つくし名義で舞台俳優として活動し、2010年に劇団四季に入団しウィキッドで初出演を果たすもその後退団する。退団後に改名し円野つくし名義で活動していたが、2015年に劇団四季に再入団しキャッツのジェミマ役などを演じている。

## 主な出演

### 劇団四季
- ウィキッド（2010年）アンサンブル
- キャッツ（2015年 - ）ジェミマ 、ディミータ 役
- 人間になりたがった猫（2022年 - ）アンサンブル

### その他
- GANG（2007年）ローズ 役[1]）